# Temporada 1986 de la NFL

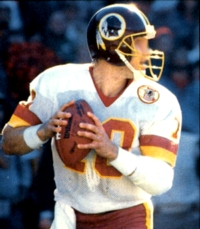
Jay Schroede, quarterback de los Washington Redskins en un partido de la temporada.

La Temporada 1986 de la NFL fue la 67.ª en la historia de la NFL.Los campeones de la temporada anterior, los Bears terminaron igualados con el mejor récord de la liga con los Giants en 14-2, mas los Giants terminaron ocupando el primer lugar en la NFC por criterios de desempate. En la AFC, los Browns terminaron con el mejor récord de la conferencia (12-4) terminaron recibiendo en la ronda divisional a los Jets (quienes habían comenzado la temporada con 10-1 antes de perder sus últimos cinco partidos). El partido finalizó en doble tiempo extra, con la victoria de los Browns 23-20. El domingo siguiente, John Elway y los Denver vencieron a los Browns por un marcador idéntico en el juego conocido como el Drive, donde Elway condujo a su equipo 98 yardas para enviar el partido a tiempo extra. Los Giants derrotaron a su los Redskins en el juego de campeonato de la NFC por 17-0 para avanzar a su primer Super Bowl.
La temporada terminó con el Super Bowl XXI, cuando los New York Giants derrotaron a los Denver Broncos para ganar su primer título de liga en 30 años.

## Temporada regular
V = Victorias, D = Derrotas, E = Empates, CTE = Cociente de victorias [V+(E/2)]/(V+D+E), PF= Puntos a favor, PC = Puntos en contra
| Clasificado para los playoffs |

| New England Patriots (3) | 11 | 5  | 0 | .688 | 412 | 307 |
| New York Jets (4)        | 10 | 6  | 0 | .625 | 364 | 386 |
| Miami Dolphins           | 8  | 8  | 0 | .500 | 430 | 405 |
| Buffalo Bills            | 4  | 12 | 0 | .250 | 287 | 348 |
| Indianapolis Colts       | 3  | 13 | 0 | .188 | 229 | 400 |

| Cleveland Browns(1) | 12 | 4  | 0 | .750 | 391 | 310 |
| Cincinnati Bengals  | 10 | 6  | 0 | .625 | 409 | 394 |
| Pittsburgh Steelers | 6  | 10 | 0 | .375 | 307 | 336 |
| Houston Oilers      | 5  | 11 | 0 | .313 | 274 | 329 |

| Denver Broncos(2)     | 11 | 5  | 0 | .688 | 378 | 327 |
| Kansas City Chiefs(5) | 10 | 6  | 0 | .625 | 358 | 326 |
| Seattle Seahawks      | 10 | 6  | 0 | .625 | 366 | 293 |
| Los Angeles Raiders   | 8  | 8  | 0 | .500 | 323 | 346 |
| San Diego Chargers    | 4  | 12 | 0 | .250 | 335 | 396 |

| New York Giants(1)     | 14 | 2  | 0 | .875 | 371 | 236 |
| Washington Redskins(4) | 12 | 4  | 0 | .750 | 368 | 296 |
| Dallas Cowboys         | 7  | 9  | 0 | .438 | 346 | 337 |
| Philadelphia Eagles    | 5  | 10 | 1 | .344 | 256 | 312 |
| St. Louis Cardinals    | 4  | 11 | 1 | .281 | 218 | 351 |

| Chicago Bears(2)     | 14 | 2  | 0 | .875 | 352 | 187 |
| Minnesota Vikings    | 9  | 7  | 0 | .563 | 398 | 273 |
| Detroit Lions        | 5  | 11 | 0 | .313 | 277 | 326 |
| Green Bay Packers    | 4  | 12 | 0 | .250 | 254 | 418 |
| Tampa Bay Buccaneers | 2  | 14 | 0 | .125 | 239 | 473 |

| San Francisco 49ers(3) | 10 | 5 | 1 | .656 | 374 | 247 |
| Los Angeles Rams(5)    | 10 | 6 | 0 | .625 | 309 | 267 |
| Atlanta Falcons        | 7  | 8 | 1 | .469 | 280 | 280 |
| New Orleans Saints     | 7  | 9 | 0 | .438 | 288 | 287 |

### Desempates
- Denver fue el segundo cabeza de serie de la AFC por delante de New England basado en enfrentamientos directos (1-0).
- N.Y. Jets fue el cuarto cabeza de serie de AFC por delante de Kansas City, Seattle y Cincinnati basado en un mejor registro de conferencia (8-4 contra 9-5 de los Chiefs,7-5 contra de los Seahawks y 7-5 contra de los Bengals).
- Kansas City fue el quinto cabeza de serie de la AFC por delante de Seattle y Cincinnati basado en un mejor registro de conferencia (9-5 contra 7-5 de los Seahawks y 7-5 contra de los Bengals).
- N.Y. Giants fue el primer cabeza de serie de la NFC por delante de Chicago basado en basado en un mejor registro de conferencia (11-1 contra 10-2 de los Bears)

## Postemporada
|  | Ronda Wild Card            | Ronda Wild Card            | Ronda Wild Card            |                      |                      | Ronda Divisional             | Ronda Divisional             | Ronda Divisional             |                      |                      | Finales de Conferencia        | Finales de Conferencia        | Finales de Conferencia        |  |  | Super Bowl            | Super Bowl            | Super Bowl            |
|  |                            |                            |                            |                      |                      |                              |                              |                              |                      |                      |                               |                               |                               |  |  |                       |                       |                       |
|  |                            |                            |                            |                      |                      | 4 de Ene - Mile High Stadium |                              |                              |                      |                      |                               |                               |                               |  |  |                       |                       |                       |
|  |                            |                            |                            |                      |                      | 3                            | New England                  | 17                           |                      |                      |                               |                               |                               |  |  |                       |                       |                       |
|  | 28 de Dic - Giants Stadium | 28 de Dic - Giants Stadium | 28 de Dic - Giants Stadium |                      |                      | 2                            | Denver                       | 22                           |                      |                      | 11 de Ene - Cleveland Stadium | 11 de Ene - Cleveland Stadium | 11 de Ene - Cleveland Stadium |  |  |                       |                       |                       |
|  | 5                          | Kansas City                | 15                         |                      | Ronda Divisional AFC | Ronda Divisional AFC         | Ronda Divisional AFC         |                              |                      | 2                    | Denver                        | 23                            |                               |  |  |                       |                       |                       |
|  | 4                          | N.Y. Jets                  | 35                         |                      |                      | 3 de Ene - Cleveland Stadium | 3 de Ene - Cleveland Stadium | 3 de Ene - Cleveland Stadium |                      |                      | 1                             | Cleveland                     | 20                            |  |  |                       |                       |                       |
|  | Ronda Wild Card AFC        | Ronda Wild Card AFC        | Ronda Wild Card AFC        | 4                    | N.Y. Jets            | 20                           |                              |                              | Campeonato de la AFC | Campeonato de la AFC | Campeonato de la AFC          |                               |                               |  |  |                       |                       |                       |
|  |                            |                            |                            |                      |                      | 1                            | Cleveland                    | 23                           |                      |                      |                               |                               |                               |  |  | 25 de Ene - Rose Bowl | 25 de Ene - Rose Bowl | 25 de Ene - Rose Bowl |
|  |                            |                            |                            |                      |                      |                              |                              |                              |                      |                      |                               |                               |                               |  |  | A2                    | Denver                | 20                    |
|  |                            |                            |                            |                      |                      | 3 de Ene - Soldier Field     | 3 de Ene - Soldier Field     | 3 de Ene - Soldier Field     |                      |                      |                               |                               |                               |  |  | N1                    | N.Y. Giants           | 39                    |
|  |                            |                            |                            |                      |                      | 4                            | Washington                   | 27                           |                      |                      |                               |                               |                               |  |  | Super Bowl XXI        | Super Bowl XXI        | Super Bowl XXI        |
|  | 28 de Dic - RFK Stadium    | 28 de Dic - RFK Stadium    | 28 de Dic - RFK Stadium    |                      |                      | 2                            | Chicago                      | 13                           |                      |                      | 11 de Ene - Giants Stadium    | 11 de Ene - Giants Stadium    | 11 de Ene - Giants Stadium    |  |  |                       |                       |                       |
|  | 5                          | L.A. Rams                  | 7                          | Ronda Divisional NFC | Ronda Divisional NFC | Ronda Divisional NFC         |                              |                              | 4                    | Washington           | 0                             |                               |                               |  |  |                       |                       |                       |
|  | 4                          | Washington                 | 19                         |                      |                      | 4 de Ene – Giants Stadium    | 4 de Ene – Giants Stadium    | 4 de Ene – Giants Stadium    |                      |                      | 1                             | N.Y. Giants                   | 17                            |  |  |                       |                       |                       |
|  | Ronda Wild Card NFC        | Ronda Wild Card NFC        | Ronda Wild Card NFC        | 3                    | San Francisco        | 3                            |                              |                              | Campeonato de la NFC | Campeonato de la NFC | Campeonato de la NFC          |                               |                               |  |  |                       |                       |                       |
|  |                            |                            |                            |                      |                      | 1                            | N.Y. Giants                  | 49                           |                      |                      |                               |                               |                               |  |  |                       |                       |                       |

## Premios anuales
Al final de temporada se entregan diferentes premios reconociendo el valor del jugador durante la temporada entera.
| Premio                     | Ganador            | Posición      | Equipo               |
| -------------------------- | ------------------ | ------------- | -------------------- |
| Jugador más valioso        | Lawrence Taylor    | Linebacker    | New York Giants      |
| Jugador ofensivo del año   | Eric Dickerson     | Running back  | Los Angeles Rams     |
| Jugador defensivo del año  | Lawrence Taylor    | Linebacker    | New York Giants      |
| Entrenador del año         | Bill Parcells      | Head Coach    | New York Giants      |
| Novato ofensivo del año    | Rueben Mayes       | Running back  | New England Patriots |
| Novato defensivo del año   | New Orleans Saints | Defensive end | San Diego Chargers   |
| Regreso del año            | Joe Montana        | Quarterback   | San Francisco 49ers  |
| Regreso del año            | Tomy Kramer        | Quarterback   | Minnesota Vikings    |
| Hombre del Año             | Reggie Wiliiams    | Linebacker    | Cincinnati Bengals   |
| Jugador más valioso del SB | Phil Simms         | Quarterback   | New York Giants      |